# 山添三郎
山添 三郎（やまぞえ さぶろう、1908年〈明治41年〉10月20日 - 2007年〈平成19年〉1月15日）は、日本の生化学者、エスペラント学者、医師。医学博士。群馬大学名誉教授、世界エスペラント協会名誉会員。元日本エスペラント学会参与。

## 略歴
新潟県新潟市田中町（現 新潟市中央区田中町）出身。1925年（大正14年）3月に新潟中学校を4年で修了（四修）、1928年（昭和3年）3月に新潟高等学校を卒業、1932年（昭和7年）3月に新潟医科大学を卒業。
1932年（昭和7年）4月に新潟医科大学医化学教室助手に就任、1937年（昭和12年）1月に日本労働科学研究所に入所、4月に新潟医科大学から医学博士号を取得、1939年（昭和14年）9月に満州の満鉄開拓科学研究所に入所。
1942年（昭和17年）2月に北京大学衛生学教授に就任、1945年（昭和20年）に太平洋戦争に軍医として応召、青島で終戦、1947年（昭和22年）11月に北海道の三菱美唄労働科学研究所に主任として入所。
1949年（昭和24年）8月に群馬大学医学部医化学講座教授に就任、1974年（昭和49年）3月に群馬大学を定年退官、群馬大学名誉教授の称号を受称、共立女子大学栄養学教授に就任、1979年（昭和54年）に共立女子大学を定年退職。

## 研究
脳における脂質の生化学的研究や筋疲労の生化学的研究で知られた。また、国際的なエスペラント学者としても知られた。

## 逸話
満州の満鉄開拓科学研究所の所員だったときに撮影した、ソ連政府の迫害から満州に逃れたロシア正教会古儀式派のロシア人たちの写真が、『ロマノフカ村の日々』と題する写真集に掲載されて2012年（平成24年）に出版された。

## 栄典・表彰
- 1980年（昭和55年）4月29日 - 勲三等旭日中綬章[11]
- 1996年（平成08年）8月 000 - 第34回日本エスペラント学会小坂賞「医学用語集の執筆、医学分野におけるエスペラントの実践活動」[12]
- 2007年（平成19年）1月15日 - 従四位[13]

## 親族
- 山添武治（たけじ） - 父、元酒屋、元自由民権運動家、新潟毎日新聞社創業者・専務理事。板垣退助の遊説に同行して見聞を広め、山際七司の活動を支援した[14]。萩野左門、加藤勝弥、小柳調平たちと『新潟毎日新聞』を創刊した[15]。
- 山添柱（ことぢ） - 母。
- 山添武（たけし） - 長兄、元新潟中学校水泳部員、元農民運動家・松山武、元新潟市役所社会課主事補、元新潟師範学校英語教諭。1920年（大正9年）6月第四高等学校卒業[注 5]、1923年（大正12年）3月東京帝国大学法学部政治学科卒業。
- 山添孝（こう） - 姉。
- 山添直（なおし） - 次兄、元新潟中学校水泳部員、元農民運動家・松山止才、小田急不動産第2代社長、元小田急電鉄専務・顧問。1925年（大正14年）3月新潟高等学校卒業、1928年（昭和3年）3月東京帝国大学経済学部経済学科卒業。
- 山添正（まさ） - 妹。

## 著作物

### 著書
- 『ロマノフカ村の話』牡丹江鐵道局[編]、滿洲事情案内所〈東満開発叢書 第2輯〉、1941年。
- 『疲勞硏究の共同實驗』林髞・岡本彰祐・名取礼二・古武弥正・大島正光・堀内一弥・ほか[共著]、学術研究会議疲労研究班[編]、創元社〈社会医学叢刊 第13輯〉、1950年。
- 『生理學講座 第9卷 榮養の生理』吉川春寿・藤田秋治・児玉桂三・高橋忠雄[共著]、日本生理学会[編]、中山書店内 生理学講座刊行会、1950年。
- 『ESPERANTA MEDICINA LITERATURO Titolaro de Medicinaj Artikoloj en MR kaj MIR (1951-1986)』出版者不明、1987年。
- 『LA VIVO KAJ AGADO DE D-RO HIDEO SHINODA - PATRO DE UMEA』Tadokoro Sakutaro[共著]、Włodzimierz Opoka[編]、UMEA（エスペラント語版） Shinoda-Kuracejo、2001年。
- 『ANGLA-ESPERANTA MEDICINA TERMINARO』UMEA Shinoda-Kuracejo、2001年。
- 『KELKAJ KOMENTOJ kaj ERATUMO kun ŜANĜOJ pri ANGLA-ESPERANTA MEDICINA TERMINARO』UMEA Shinoda-Kuracejo、2004年。
- 『ESPERANTA-ANGLA MEDICINA TERMINARO』UMEA Shinoda-Kuracejo、2006年。

### 訳書
- 『生化学教程』改訂新版、ペーター・カールソン（ドイツ語版）[著]、江上不二夫・飯田慈子・石倉久之・大島泰郎・多田萬里子・多田満彦・高橋健治・山形達也[共訳]、朝倉書店、1967年。

### 写真集
- 『Дни в Романовке（ロマノフカ村の日々） (PDF) 』Накамура Ёсикадзу[解説]、Программа «Первая публикация»、2012年。

### 論文
- CiNii収録論文 - CiNii